# San Pedro de Macorís
San Pedro de Macorís es un municipio de la República Dominicana, capital de la provincia homónima, situado en la región Este del país. Conocido como la "Cuna de la Poesía" y el "Granero del Béisbol", ha sido históricamente un importante centro económico y cultural. Su crecimiento se consolidó a finales del siglo XIX y principios del XX con la expansión de la industria azucarera, atrayendo una diversidad de inmigrantes que influyeron en su desarrollo social y cultural.
El municipio es reconocido por su legado literario, su tradición en la producción de azúcar y su destacada aportación al béisbol, con numerosos jugadores de las Grandes Ligas nacidos en la ciudad. Además, su puerto, la Universidad Central del Este (UCE) y sus atractivos turísticos, como las playas y la arquitectura colonial, refuerzan su importancia en el país.

## Localización
Es la capital de la provincia de su nombre y queda a orillas del Mar Caribe, en la margen oriental de la desembocadura del río Higuamo o Macorís.

## Límites
Municipios limítrofes:
|                  | Norte: Consuelo |                     |
| Oeste: Quisqueya |                 | Este: Ramón Santana |
|                  | Sur: Mar Caribe |                     |

## Distritos municipales
Está formado por el distrito municipal de:
| Nombre               | Código   |
| -------------------- | -------- |
| San Pedro de Macorís | 09230101 |

## Hidrografía
San Pedro de Macorís está ubicado entre los dos ríos más importantes de la región Este.
El río Higuamo nace en la Cordillera Oriental al Nordeste de Hato Mayor Del Rey en la Provincia de Hato Mayor; al margen de un árbol de ceiba en el kilómetro 20 de la carretera que conecta el municipio cabecera de Hato Mayor con el municipio de El Valle de la misma provincia, a medida que va desarrollando su imponente caudal se nutre por los acuíferos de Los Haitises y desemboca en el mar Caribe junto a la ciudad de San Pedro de Macorís. Su cauce es profundo, acordonado por frondosos manglares y bosques ribereños. La cuenca del Higuamo es la más extensa de la región oriental y la sexta en importancia a nivel nacional, con un área de influencia de 1182 kilómetros cuadrados, incluyendo las de sus afluentes Casuí y Maguá.
El caudal medio anual es de 12.9 metros cúbicos por segundo y su estuario fue declarado Refugio de Fauna Silvestre y área protegida mediante el decreto presidencial 233-96. Este es el río dominicano de más kilómetros navegable. Tiene 40 kilómetros disponibles para la navegación de 164 kilómetros que posee.
El río Soco, con los límites y la superficie que se describen a continuación, cubre el tramo comprendido entre el municipio de Ramón Santana y su desembocadura en el mar Caribe. Incluye una franja de 250 metros a partir de cada uno de sus márgenes. En la zona donde hay manglares, el límite será el borde de estos, los cuales quedarán protegidos en su totalidad, abarcando los caños y el litoral costero hasta la playa Montero, así como la pequeña franja marina entre esta última y la playa Boca del Soco.

El polígono antes descrito encierra una superficie aproximada de 8.5 km², mientras que su cuenca abarca un área de 1,051 km².

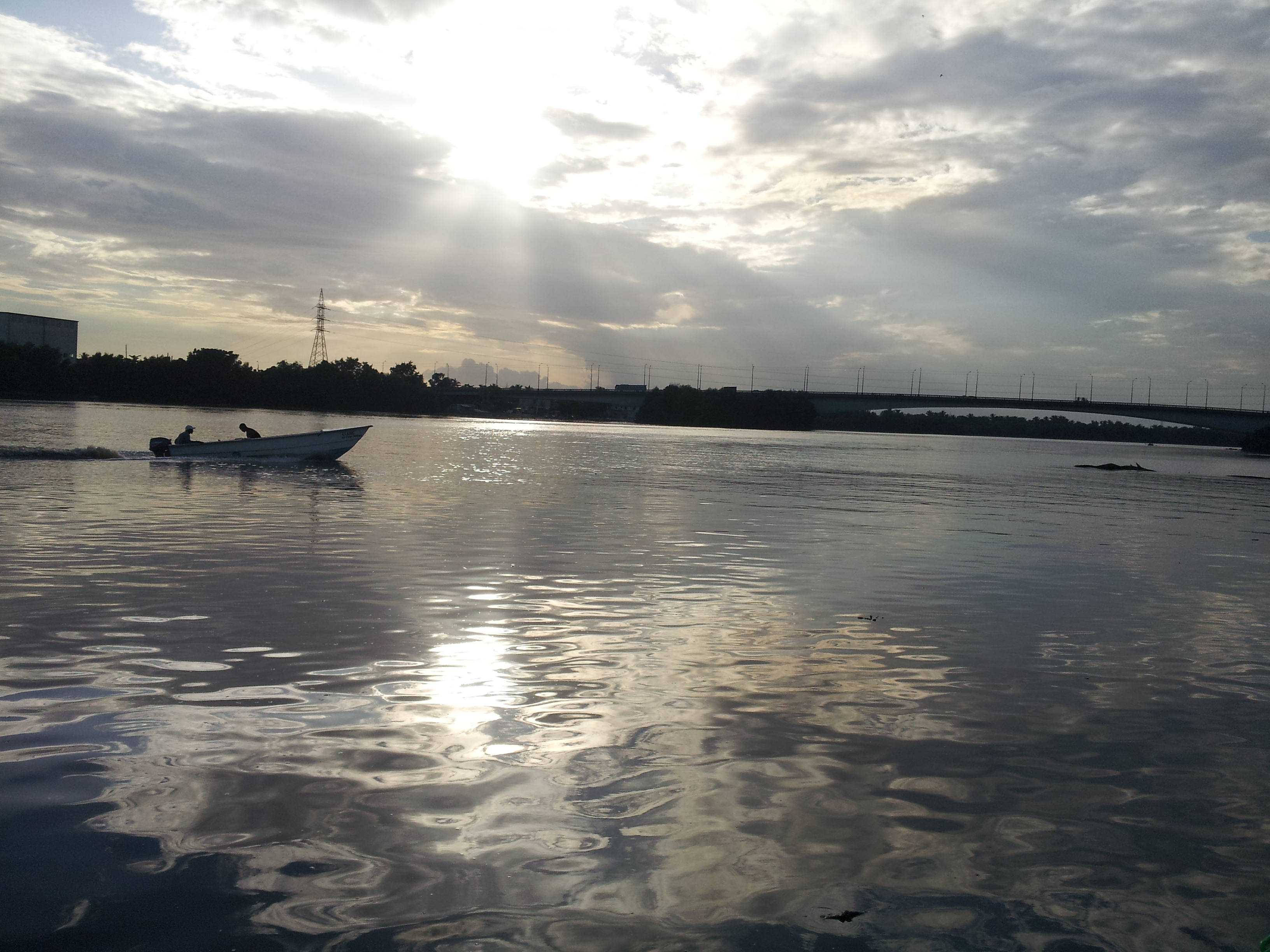
Río Higuamo el más navegable del país.

## Historia
Las tierras que hoy conforman el municipio pertenecían al cacicazgo de Higüey y estaban gobernadas por el cacique Cayacoa. 
A partir del año 1815 es cuando se empieza a poblar la zona, donde se nombra al Juan Antonio Aybar como alcalde pedáneo desde Maçorix (como era entonces llamado) hasta Cumayasa. Pero es después de 1822 cuando empieza un poblamiento real, en el margen occidental del río Higuamo como consecuencia de la inmigración de pobladores de la parte este de Santo Domingo que se refugiaron allí en un intento de rehuir la inminente invasión haitiana. Estos se situaron en dos caseríos cerca de la bahía denominados Mosquito y Sol por la gran cantidad de mosquitos existentes en el área debido a los manglares que abundaban en la cercanía y lo expuesto al sol del lugar.
Los poblados de Mosquito y Sol se encontraban situados en el margen occidental del río Higuamo, próximo a su desembocadura, cercano al poblado de Punta de Garza. Más tarde se le denominó Mosquitisol. En el año 1846, a petición de los pobladores del lugar denominado Maçorix, el Consejo Conservador decidió declarar al lugar como puesto militar. Para aquel entonces, Maçorix pertenecía a la provincia de El Seybo, estando conformada por tres comunes: El Seybo como municipio cabecera, Higüey y Samaná.
Después de 1840, los habitantes se trasladaron del margen occidental del Higuamo al margen oriental, lugar en el que nació la ciudad de San Pedro de Macorís, convirtiéndose en una de las ciudades más productivas de la República Dominicana. La población fue aumentando paulatinamente, dedicándose a la producción de víveres, y eran tan grandes las cantidades que llegaban al puerto de la capital en los botes plataneros de Macorís en los años 1868 al 1875, que allí se bautizó a la antigua morada de pescadores con el nombre de Macorís de los Plátanos.
Fue en el año 1848, cuando inició lo que le dio el gran impulso al entonces pequeño pueblo petromacorisano, la victoriosa Industria Azucarera. A tiro de ballesta, Vicente Ordóñez (Santafé) montó en el sector Buena Vista, el primer trapiche de mazas verticales movido por bueyes, para cuajar melado, y tras él, Blas Payano, Guadalupe González, Manuel Urraca y Wenceslao Cestero entre otros. En 1852, Maçorix es elevado a puerto militar, dependiendo esta vez de la común de Hato Mayor, siendo el macorisano Norberto Maldonado su primer comandante en armas. En 1957 se establece la alcaldía constitucional y su primer alcalde lo fue Juan María Pinto.
El 1 de octubre de 1856 es fundada la primera iglesia católica por el padre Pedro Carrasco Capeller, oriundo de San José de los Llanos, quien venía a celebrar la misa desde Hato Mayor. Era una iglesia pequeña formada de tablas de palma y cubierta de yaguas. En 1865 la iglesia es destruida por una tormenta. En 1866 el jefe comunal Antonio Guzmán construyó una nueva iglesia con tablas de pino y cubierta de palma de caña. En 1885 un incendio ocurrido en las inmediaciones destruyó parcialmente esta iglesia. Luego, el cura Felipe Romero, el síndico Juan Larancuent y el presidente del ayuntamiento Francisco Nicolás firmaron un contrato para la construcción de la nueva iglesia.
El nombre San Pedro de Macorís nace en 1858 por sugerencia del presbítero Elías González, quien sugiere anteponerle a Maçorix, "San Pedro" y quitarle la x para que sonara San Pedro de Macorís, con su patrón San Pedro Apóstol. Es ahí donde nacen las fiestas patronales, empezando el 22 de junio y terminando el 29 del mismo mes.
Para el año 1868 se inicia en Cuba la primera etapa de la guerra de la independencia llamada Guerra de los Diez Años, lo que tuvo como consecuencia la salida necesaria de inversionistas azucareros de aquella isla hacia República Dominicana, y San Pedro de Macorís fue el lugar principal, por su río Higuamo, y el posible acceso al muelle para su comercialización.
Para mediados de 1870 empieza la construcción de un moderno ingenio llamado Angelina, por el cubano Juan Amechazurra, siendo este el primer ingenio mecánico en la historia de la República Dominicana. Inició su primera zafra el 9 de enero de 1879, tras escucharse el silbato de la casa de máquina para anunciar la primera molienda a vapor en San Pedro de Macorís; dando este ingenio resultados satisfactorios para su propietario, el cual se encargó de difundir la noticia en todo el territorio nacional e internacional, de las buenas tierras aptas para la siembra de caña, el pasto y la ganadería. También por la cercanía de su río Higuamo, para su transportación, tanto de importación como exportación de sus mercancías. Vino también el béisbol al Ingenio Angelina, ya que los hermanos Alomar lo trajeron de Cuba para ese mismo año. Convirtiéndose San Pedro de Macorís en la primera ciudad del país donde se jugó béisbol.
En 1879 surge el primer cuerpo de bomberos de la República Dominicana en San Pedro de Macorís y el único de la época. Empieza como junta de vecinos voluntarios contra incendios, organizado por el coronel Dionisio García, quien más tarde fue gobernador de la provincia. En el 1881 el cubano Juan Santiago Mellor funda el Ingenio Porvenir, un año después el señor Juan Jorge Serrallés funda el Ingenio Puerto Rico (hoy desaparecido). También ese mismo año de 1882 fue construido el Ingenio Cristóbal Colón por los cubanos Castro y Mola.
En el año de 1882 los cubanos Padrón y Salaum construyen el Ingenio Consuelo, al igual que los cubanos Vásquez Roser y Compañía fundan el Ingenio Santa Fe en 1884. El surgimiento de estos ingenios fue la causa fundamental del desarrollo político, económico y cultural del municipio; ya que es a partir de 1875 cuando empieza su historia hacia el vertiginoso desarrollo que años más tarde le permitieron ser el primer pueblo de la República Dominicana con varias facetas de la historia nacional.
Este avance vertiginoso trajo como consecuencia una masiva inmigración de todo el territorio nacional e internacional en busca de diferentes tipos de empleos y oportunidades comerciales. Los ingleses o "cocolos" fueron traídos a San Pedro de Macorís en una goleta llamada ECHAR-APITEX, que traía ingleses desde las islas para trabajar en los ingenios. Estos ingleses trajeron el baile folklórico Los Guloyas, que en su danza representaba el debate entre David y Goliat. Los haitianos fueron atraídos por el corte de caña y traen con ellos El Gaga, fiesta esta que celebraban todas las Semanas Santas de cada año.
De esta manera en poco tiempo una gran diversidad de diferentes tipos de nacionalidades empieza a surgir en San Pedro de Macorís, tanto de las islas vírgenes británicas, cubanos, boricuas, norteamericanos, haitianos, entre otras. No solo era fuente segura de empleos, sino también, de oportunidades para inversiones, por la gran cantidad de circulante o capital existente en el municipio. Esto motivo a diferentes inversionistas del país y del extranjero a depositar sus capitales en San Pedro de Macorís.
Así llegaron los árabes, chinos, españoles, entre otros. Estos se ramificaron en diferentes tipos de negocios en todo el territorio. Se estima que para 1875 el municipio contaba con una población estimada de 400 habitantes y para finales del siglo XX, el municipio ya tenía 5000 habitantes y más de 8000 en las secciones de la provincia. El 10 de septiembre de 1882 fue aprobado en el congreso nacional elevar a San Pedro de Macorís a la categoría de Distrito Marítimo, con esta fecha es que se celebra en la actualidad el surgimiento de la provincia.
San Pedro de Macorís se transformó en la época de auge azucarero en la plaza comercial más dinámica de todo el país. La industria azucarera dinamizó otros mercados como artesanías, manufacturas, construcción y comercio en general. En 1904 inicia la instalación del alumbrado del municipio. En 1910 se inaugura el primer mercado municipal en la calle Duarte con General Cabral, que más tarde fue correo provincial. Ese mismo año se inauguró la iglesia católica San Pedro Apóstol (hoy catedral) ubicada en la calle Domínguez Charro con Anacaona Moscoso, siendo el templo más hermoso y moderno del país.
La industria azucarera provocó una transformación sin precedentes en San Pedro de Macorís, llegando a ser por la calidad de los edificios y unido a la gran cantidad que el pueblo levantaba, la ciudad más moderna del país. Este inusitado desarrollo económico coincidió con innovaciones tecnológicas que se producían en el mundo, y que llegaron primero a San Pedro de Macorís para conferirle ese carácter moderno ya mencionado. 
En 1911 se construye el primer monumento del país a los tres padres de la patria. Se encuentra ubicado en el parque Salvador detrás de la parroquia San Pedro Apóstol y frente al ayuntamiento municipal. Llega al país en 1912 por primera vez a través del puerto de San Pedro de Macorís el primer carro, marca Ford y propiedad del ingenio Santa Fe.
San Pedro de Macorís fue el primer pueblo del país que fomentó el turismo ya que, en 1924 vino por primera vez a la República Dominicana, el primer hidroavión, utilizando el río Higuamo como pista de acuatizaje. En 1918 surge la edificación más grande del país en San Pedro de Macorís, el edificio Armenteros ubicado en la Avenida Domínguez Charro frente al muelle, donde laboró por muchos años el palacio de justicia. En 1920 fue nombrada la primera mujer del país que ocupó un cargo público, ésta fue Margarita de Windt.
El restaurante Apolo fue inaugurado en 1926 por la familia Ariza de nacionalidad española. Al inicio de los 70s el Apolo era una tradición de San Pedro. En esa misma década se convirtió en la primera discoteca del país. En 1923 el doctor Carl T. George comienza la construcción del hospital San Antonio con sus propios recursos, contaba con 6 pabellones y 650 camas, siendo este el más grande del país para la época. 
Los ingenios de San Pedro de Macorís llegaron a producir entre el 65 % y 70 % del total de producción nacional del azúcar. San Pedro pudo reunir el más alto número de poetas, convirtiéndose en la única ciudad del país que cuenta con dos poetas nacionales que tiene hasta la fecha: Pedro Mir y Gastón F. Deligne.
A comienzos del siglo XX, San Pedro de Macorís contaba con seis vicecónsules: de Estados Unidos, Imperio Alemán, Venezuela, España, Francia y Perú. También, desde los años de la Ocupación estadounidense existían en Macorís bancos como el National City Bank y el Royal Bank of Canada. Antes de los vuelos en avión, había en Macorís buques como el Hurón, el Iroquois, el Cherokee y el Algonquín, que hacían la ruta entre el puerto de San Pedro de Macorís y los puertos de Estados Unidos y de Europa.
Para 1930 en San Pedro funcionaban tres cines: el Duarte, Restauración y España, y dos teatros: el Restauración y el Colón, este último de tres niveles y en forma de herradura, único en el país donde se representaban óperas. La caída de San Pedro de Macorís se produce en el año 1929 a 1931 con la crisis mundial, el golpe bajo que sufrió la industria azucarera y la llegada al poder del dictador Rafael L. Trujillo, quien se encargó de llevarse los inversionistas y las instituciones petromacorisanas a la capital.
En 1935 nace la primera y única fábrica industrial del país de velas y velones en la calle Duarte no. 56, donde hoy está Almacenes Zaglul. Asimismo, en 1944 nace el Club Rotario, primero de la región Este.
Tras el abandono de San Pedro de Macorís hubo un nuevo renacer en la década de los setenta con la fundación de la Universidad Central del Este (UCE) por José Altagracia Hazim Azar; y de la Zona Franca en el gobierno de Balaguer, lo que supuso una inmigración de estudiantes de diferentes provincias a la universidad y de trabajadores en busca de empleo.

## Demografía
Según el Censo de Población y Vivienda del año 2015 el municipio de San Pedro de Macorís tenía una población de 217 141 habitantes y una densidad poblacional de 1426 hab./km², siendo una de las ciudades más densamente pobladas del país. 
Ese mismo año, la población urbana del municipio era del 89,21 %, siendo también uno de los municipios del país con un mayor índice de urbanización.

## Clima
San Pedro de Macorís tiene un clima tropical. La temperatura media anual de Macorís se encuentra a 26.0 °C. La precipitación es de 1183 mm al año. San Pedro cuenta con una estación meteorológica automática para dar datos al municipio sobre inminentes fenómenos naturales.
El mes más seco es marzo, con un rango de 31 mm-164 mm, mientras que la caída media en septiembre es de las mayores durante año.
El mes más caluroso del año es agosto con un promedio de temperatura de 27.5 °C. El mes más frío del año es enero.
La diferencia en la precipitación entre el mes más seco y el mes más lluvioso es de 133 mm. Las temperaturas medias varían durante el año en un 3.4 °C.

## Economía
Es una de las ciudades más importantes de la República Dominicana. Es la cuarta ciudad más grande del país con una superficie urbana de 34.51 km².
Su economía es una economía industrial diversificada: Producción de cemento (mayor producción nacional), producción de GLP (mayor producción nacional), producción de electricidad (mayor producción nacional); producción de pastas alimenticias, aceite, corn flakes (única en el país) y harina; producción de detergentes, lavaplatos líquido y papel de cocina; producción de alcohol, producción de azúcar y mieles; zonas francas, agricultura, pesca, entre otros. San Pedro de Macorís fue el segundo pueblo del país en tener una cámara de comercio en el año 1917.

### Comercio
En la ciudad encontramos una gran variedad de supermercados y almacenes.
El Supermercado Jumbo de la cadena CNC, Hipermercados Iberia, Hipermercados Zaglul, Hipermercados Nueva Visión, distribuidora corripio, El Primo Comercial, LYR Comercial, MYR Comercial, Supermercado el Baratillo, entre otros.
Encontramos también las franquicias Bon, McDonalds, Nestlé, Domino's Pizza, Splash, entre otras.
En San Pedro hay más de 878 colmados y colmadones, gran cantidad de tiendas de ropa y pulgas o regueras de fin de semana.

### Industrias
Entre las principales industrias del municipio están: CEMEX dominicana, Ingenio Cristóbal Colón, César Iglesias CXA, Ingenio Porvenir, 3 parques de Zona Franca, generadora de electricidad EGE Haina Sultana del Este, Molinos del Higuamo, generadora de electricidad San Pedro Biomasa (Primera empresa generadora a base de biomasa en el país), generadora de electricidad Los Orígenes Power Plant, generadora de electricidad CESPM, Refinería de GLP Costal, Cervecería Nacional Dominicana, Industrias Pervanas INPER, Larimar, Cigar and co, entre otras.
San Pedro de Macorís es cuna de marcas populares de productos: Bolazul, Hispano, El Gayo, Brillante, Pastas del César, Dominó, Río, Titán, Panam, entre otras.

## Educación
En San Pedro de Macorís tiene asiento la Regional 05 de educación, y los distritos 05-01 San Pedro de Macorís Este y 05-02 San Pedro de Macorís Oeste. La tasa de analfabetismo es inferior al 2.3 %, una de las más bajas del país, siendo declarada ciudad libre de analfabetismo. Es también, la primera ciudad de República Dominicana donde se inició el proyecto de inclusión del golf en las escuelas, y donde se llevó a cabo el Primer Torneo Intercolegial de Golf Copa Miderec.

### Centros educativos
Entre los principales centros educativos públicos y privados están:
- Centro de estudios De León G, Licet.
- Centro de estudios Porvenir.
- Centro de estudios Sol Naciente.
- Centro de estudios maternal Paraíso Infantil.
- Centro de estudios Mesa, Octavio A.
- Centro de estudios RC 22 Dream School.
- Centro de estudios Serra D, José A.
- Centro educacional Bautista.
- Centro educativo Barrio Lindo.
- Centro educativo Las Gardenias.
- Centro Pedagógico Los Girasoles.
- Colegio Ana Peña.
- Colegio Apostólico'.
- Colegio CREDI.
- Colegio Cristo Rey.
- Colegio Eben Ezer.
- Colegio El Sama.
- Colegio Gerónimo.
- Colegio Gran Manantial De Sabiduría.
- Colegio Iglesia Bíblica Cristiana.
- Colegio Jerusalem.
- Colegio La Paz.
- Colegio Las Palmas.
- Colegio Pestalozzi.
- Colegio San Benito Abad.
- Colegio Sol Naciente.
- Colegio San Lucas.
- Colegio Unidad Divina.
- Colegio adventista Juan Pablo Duarte.
- Colegio adventista Villa Magdalena.
- Colegio Bilingüe Academia de Liderazgo UCE (AL-UCE).
- Colegio cristiano reformado.
- Colegio educativo integral Hiama.
- Colegio episcopal El Buen Pastor.
- Colegio episcopal San Esteban.
- Colegio episcopal San Pedro Apóstol Ingenio Angelina.
- Colegio episcopal Santa Cruz.
- Colegio evangélico Bethania.
- Colegio evangélico Bethel.
- Colegio evangélico Fuente Inagotable.
- Colegio evangélico Mahanaim.
- Colegio evangélico Moriah.
- Colegio internacional San Pedro.
- Colegio Nuevos Horizontes.
- Colegio Jardín Infantil mi Hogar Feliz.
- Colegio Maternal Mis Primeros Pasos.
- Colegio Parroquial San Pedro Apóstol.
- Colegio Evangélico Miguel Limardo.
- Colegio Evangélico Monte de Sión.
- Colegio Bilingüe Los Pininos.
- Colegio Maternal Mickey Hogar.
- Escuela Batey Esperanza.
- Escuela Santa María.
- Escuela básica 24 de Abril.
- Escuela básica Agustín Berroa Hernández.
- Escuela básica Ana Josefa.
- Escuela básica Batey Alemán.
- Escuela básica Batey La Laura.
- Escuela básica Batey Monte Cristi.
- Escuela básica Boca del Soco.
- Escuela básica Carmen Natalia Martínez Bonilla.
- Escuela básica El Brisal.
- Escuela básica Eukarduna.
- Escuela básica Evangelina Rodríguez.
- Escuela básica Ingenio Angelina.
- Escuela básica Ingenio Cristóbal Colón.
- Escuela básica José García Blanche.
- Escuela básica Juan Pablo Duarte.
- Escuela básica Juan Vicente Moscoso.
- Escuela básica Laguna Prieta.
- Escuela básica Los Guandules.
- Escuela básica Manuela Diez.
- Escuela básica Miguelcho.
- Escuela básica Padre Sillas.
- Escuela básica Porvenir I.
- Escuela básica Porvenir II.
- Escuela básica Prof. Grecia Gerónimo.
- Escuela básica Profesor Juan Bosch Gaviño.
- Escuela básica Puerto Rico.
- Escuela básica Punta de Garza.
- Escuela básica Punta Pescadora.
- Escuela básica San Antón.
- Escuela básica San Francisco de Asís.
- Escuela básica Santa Clara.
- Escuela básica Sergio Augusto Beras.
- Escuela básica Urbana Tres Llaves.
- Escuela básica Villa Faro.
- Escuela básica Villa Progreso.
- Escuela De Caridad
- Escuela Hogar NPH.
- Escuela parroquial San Antonio de Padua.
- Hogar Cristiano por Fe.
- Instituto Politécnico Feliciano Martínez.
- Liceo Gastón Fernando Deligne.
- Liceo José Joaquín Pérez.
- Liceo Pedro Mir.
- Liceo Porvenir II.
- Liceo de Excelencia Deportiva Profesor Alberto Byas.

Además cuenta con escuelas especiales para niños de tratamiento especial, un CONANI, escuelas para sordomudos, varios locales de INFOTEP, CENAPEC, Instituto Cultural Dominico Americano y una Escuela Vocacional de las Fuerzas Armadas y la Policía Nacional, donde se imparten diferentes cursos técnicos.

### Universidades
San Pedro de Macorís cuenta con la sede de la Universidad Central del Este (UCE), una extensión de la Universidad Autónoma de Santo Domingo (UASD-CURSAPEM), una extensión de la Universidad Adventista Dominicana (UNAD), y el Instituto de Formación Docente Salomé Ureña (ISFODOSU).

## Salud
En el área de salud, San Pedro cuenta con varios centros de salud, entre los que están:
- Hospital Regional Doctor Antonio Musa, principal de la región Este.
- Hospital Jaime Oliver Pino.
- Hospital Oncológico de la UCE.
- Hospital Católico Sagrado Corazón de Jesús.
- Centro Médico Especializado Macorix.
- Clínica Familiar Doctor Franklin Peña.
- Clínica Doctor De León.
- Clínica Peña Pérez.
- Instituto Regional del Corazón Hipertensión y Especialidades.
- Centro Integral de Atención y Prevención de la Diabetes (DIABEP).

## Religión
A pesar de que según se tiene por hecho que la religión predominante en el país es la Católica, debido a la conformación demográfica de esta ciudad, la religión más predominante en San Pedro es la Protestante, especialmente la Evangélica o Pentecostal. 
En el año 1922 fue fundada la primera iglesia evangélica dominicana de República Dominicana en San Pedro, dando inicio a esta religión en el país y ese mismo año se efectuó la primera asamblea constitutiva. 
En San Pedro está la sede de la Diócesis de San Pedro de Macorís.
También ubicado en San Pedro están congregación de La Iglesia de Jesucristo de los Últimos Días, Las Adventistas del Séptimo Día, Salones del reino de los Testigos de Jehová, y una variedad de iglesias pentecostales y evangélicas.
San Pedro de Macorís también fue la primera ciudad en el mundo donde se propuso que se asignara un día internacional de la Biblia en el 1984. Y en la actualidad se hace una gran concentración cristiana en toda la ciudad cada 26 de septiembre de cada año, donde asisten creyentes de todos los municipios de la provincia y de todas las demarcaciones religiosas, recorriendo las calles de San Pedro en lo que es denominada La Marcha de La Biblia. De todos los países y ciudades del mundo, esta actividad solo se realiza en San Pedro de Macorís.

## Deportes
San Pedro de Macorís es reconocida en el país por ser la ciudad de los peloteros y del deporte. En béisbol, fue donde por primera vez se jugó y ha sido la ciudad que más peloteros ha producido en República Dominicana. El equipo de béisbol de la ciudad es Las Estrellas Orientales fundado en el 1910 y con sede en el Estadio Tetelo Vargas. Entre otras entidades de béisbol están: La Academia Japonesa Hiroshima Toyo Carp, 5 de la 30 Academias de la MLB en la República Dominicana, Towers Baseball Complex, Universidad Central del Este, Complejo Deportivo, Academia RC22 DREAM School, Academia Arias y Goodman, Academia Astin Jacobo y una gran cantidad de campos de entrenamiento de este deporte en toda la geografía de la ciudad. San Pedro de Macorís es la ciudad que mayor cantidad de peloteros produce en el mundo.

### Levantamiento de pesas
Es el deporte fuerte de San Pedro de Macorís después del béisbol, es el pueblo con más medallas de Oro y Plata en torneos nacionales e internacionales. La pesista petromacorisana Crismery Santana obtuvo medalla de oro en los XXIII Juegos Centroamericanos y del Caribe. San Pedro de Macorís es la ciudad que más atletas de primer nivel en Levantamiento de Pesas aporta al país.

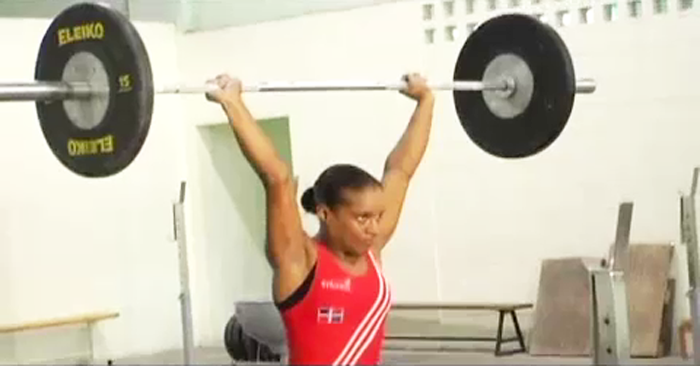
SPM cuna de pesistas de primer orden.

### Baloncesto
Además del béisbol, el baloncesto también se juega a nivel profesional en la ciudad de San Pedro de Macorís, los equipos de la ciudad son Retiro 23, Los Titanes de Miramar, Club Centro, Barrio México, Villa Providencia, El Silencio, Las Piedras, Placer Bonito, Gaspar Polanco, Nueva Senda, entre otros. La institución encargada de organizar los eventos es la Asociación de Baloncesto de San Pedro de Macorís (ABASAPEMA).
También figura la Liga de Baloncesto Cristiana (LBC), donde jóvenes de diversas iglesias cristianas compiten por la copa Gobierno Municipal.

### Fútbol
El fútbol también es un deporte muy practicado en San Pedro, dirigido a nivel profesional por la Asociación de Fútbol de San Pedro de Macorís. Los partidos locales se juegan principalmente en el terreno de Fútbol de la Universidad Central del Este y en el Estadio de Fútbol del Complejo Deportivo. Además existe una Academia Infantil de Fútbol en la ciudad.

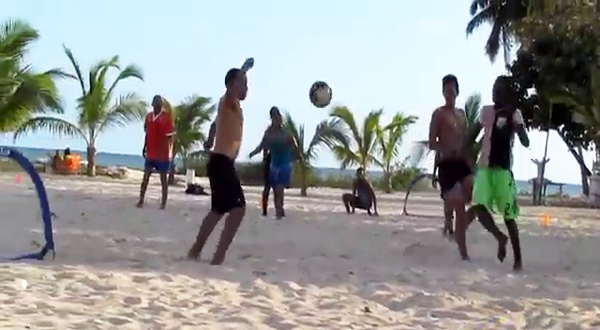
Fútbol playero en SPM

### Boxeo
El Coliseo Pepe Mallén fue el primer coliseo de boxeo de la República Dominicana construido en 1946, y es allí donde aún se lleva a cabo la importante actividad del boxeo en San Pedro de Macorís.

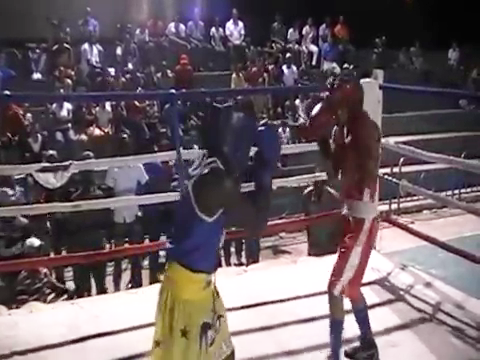
Boxeo juvenil

### Balonmano
Es otro de los deportes en el que San Pedro se ha destacado internacionalmente, en especial en la modalidad femenina. La atleta petromacorisana Mabelin Wattley Paredes ganó medalla de oro en los XXIII Juegos Centroamericanos y del Caribe, celebrados en Barranquilla Colombia.

### Otros deportes
Atletismo, tiro con arco y flecha, hockey sobre césped, voleibol, boxeo, rugby, golf, lucha olímpica, softbol, judo, gimnasia, ajedrez, son otros deportes muy practicados en San Pedro, destacándose las mujeres en la mayoría, sobresaliendo San Pedro por encima de las demás provincias y de países como Cuba, Puerto Rico y Haití. Entre las féminas más destacadas están: Juana Arrendel, Wanda Rijo, Yudelqui Contreras, Yamilet Peña, Beatriz Pirón, Yocleidy Ramírez, Yovanny Núñez, Georgina Silvestre, Diana Taylor, entre otras.
Está en construcción un campo de golf en el proyecto Costa Blanca by Metro a orillas del Mar Caribe cerca de la desembocadura del río Higuamo.

## Folclore
San Pedro de Macorís tiene la mayor manifestación folclórica cultural no solo del país sino del área de Caribe.
Los guloyas surgieron como expresión de los descendientes de negros cocolos que inmigraron a la ciudad de San Pedro de Macorís provenientes de las islas británicas del Caribe a finales del siglo XIX. Son personajes vestidos con impresionantes trajes que salen a recorrer las calles de la ciudad de San Pedro en diferentes fechas del año. Fue declarado Obra Maestra del Patrimonio Oral e Intangible de la Humanidad y Patrimonio Cultural de la Humanidad por la UNESCO en el 2005.

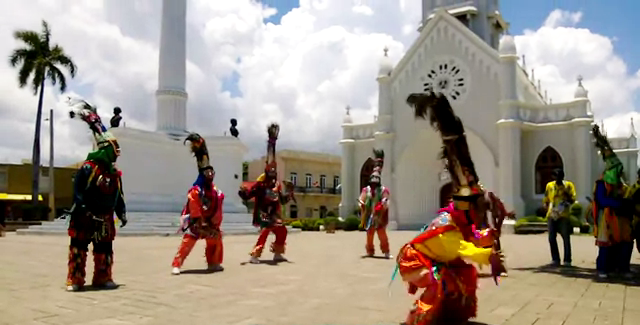
Guloyas de SPM

Los gagas son una expresión haitiana de baile y danza que recorren las calles de San Pedro de Macorís especialmente en Semana Santa.

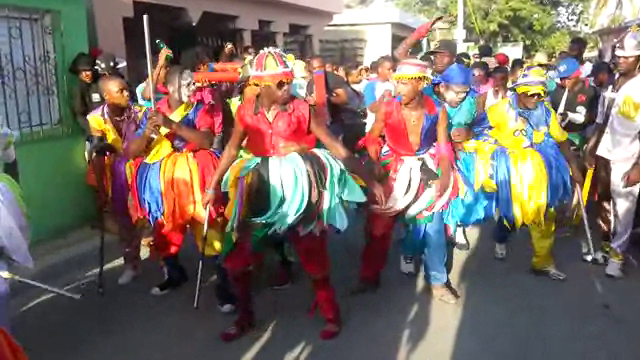
Gaga en SPM

## Gastronomía
La gastronomía de San Pedro está muy diversificada. Comparte rasgos comunes con la gastronomía nacional y añade características propias heredada de los grupos inmigrantes de las islas británicas.
Entre los platos típicos que se preparan se encuentran el domplin, hecho de harina de trigo, acompañado con bacalao, salami o ahogados en queso. Asimismo está el “Johny Cake” (Yaniqueque), es la comida popular de San Pedro de Macorís, sobre todo si se acompaña con longaniza, espaguetis, huevo y/o aguacate.
Otros platos que se sirven allí son el funji con pescado o bacalao, moro con coco y pescado, peach soup, pan cocolo, moro de fideos, entre otros.
El Guavaberry es la bebida típica de San Pedro de Macorís. Es un licor de origen cocolo, que se elabora con moras amarillas o moradas, cocidas en almíbar con canela, ciruelas, pasas y macerado en ron, donde se le deja añejar por dos o tres meses.

## Arquitectura
San Pedro de Macorís tiene diferentes estilos arquitectónicos únicos en el país, tales como son el Neogótico, como la catedral San Pedro Apóstol. El templo fue construido en 1903 y es considerado como un legado, una joya arquitectónica y una riqueza cultural de la provincia. 
Otras las edificaciones muy llamativas son las del estilo Victoriano de los siglos XIX y XX, el cual se basaba en construcciones de madera, pero por el tiempo que han tenido, la mayoría han sido desechas. Una muestra de este estilo es el Edificio Morey, primera obra de tres niveles en el país, construido en 1915.

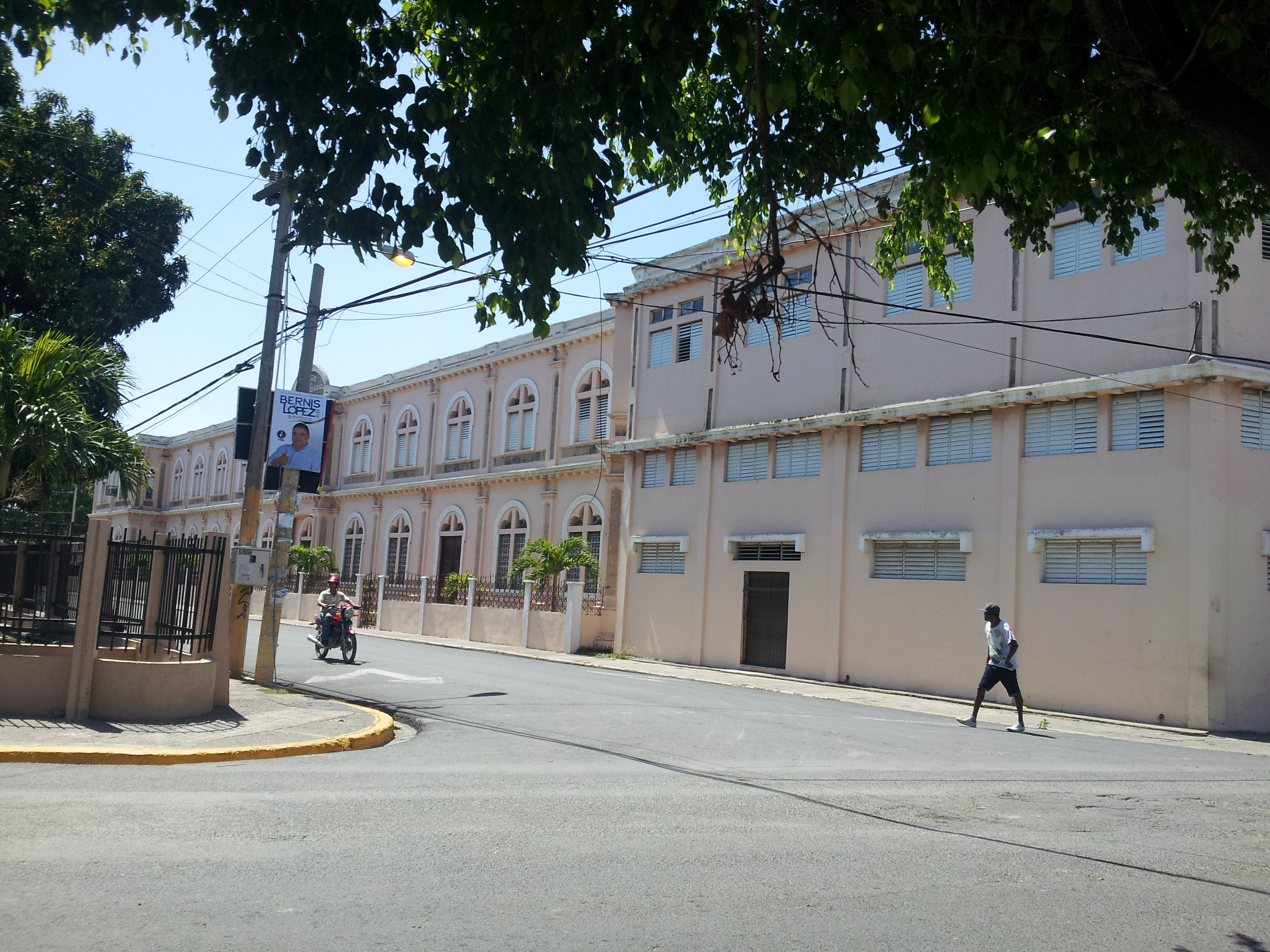
Colegio San Benito Abad

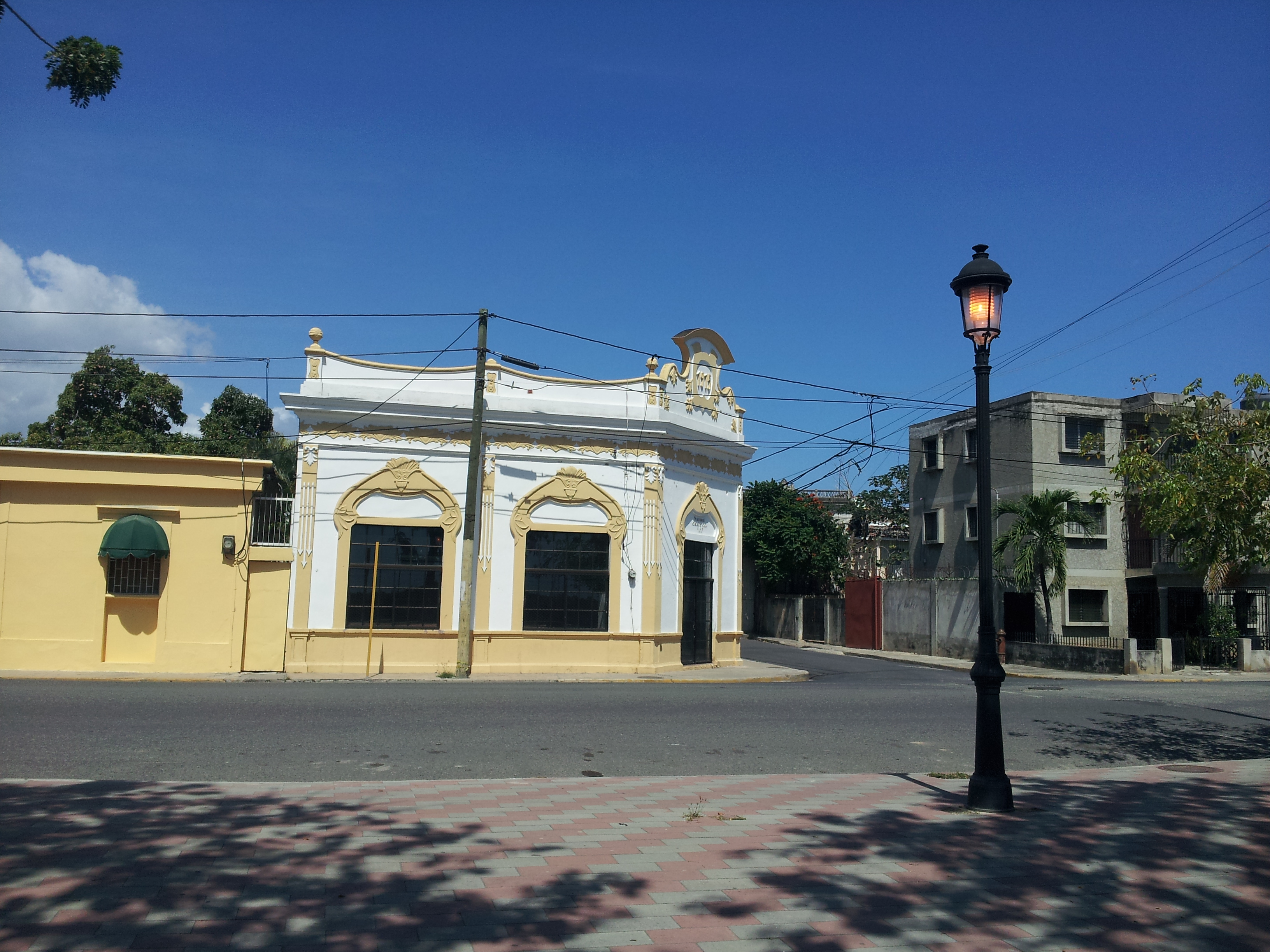
Cigar and co

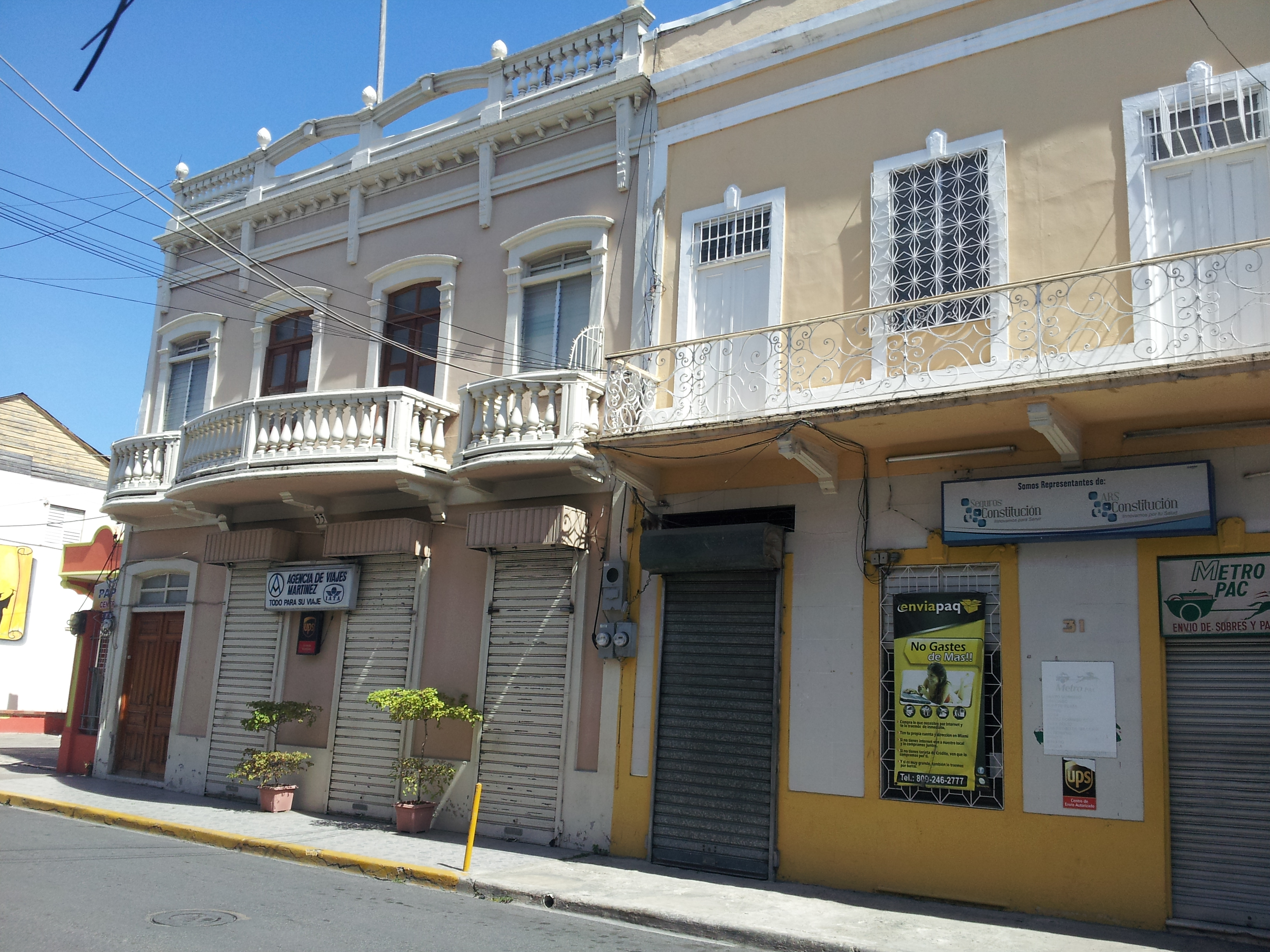
Edificios en el Centro Histórico de San Pedro

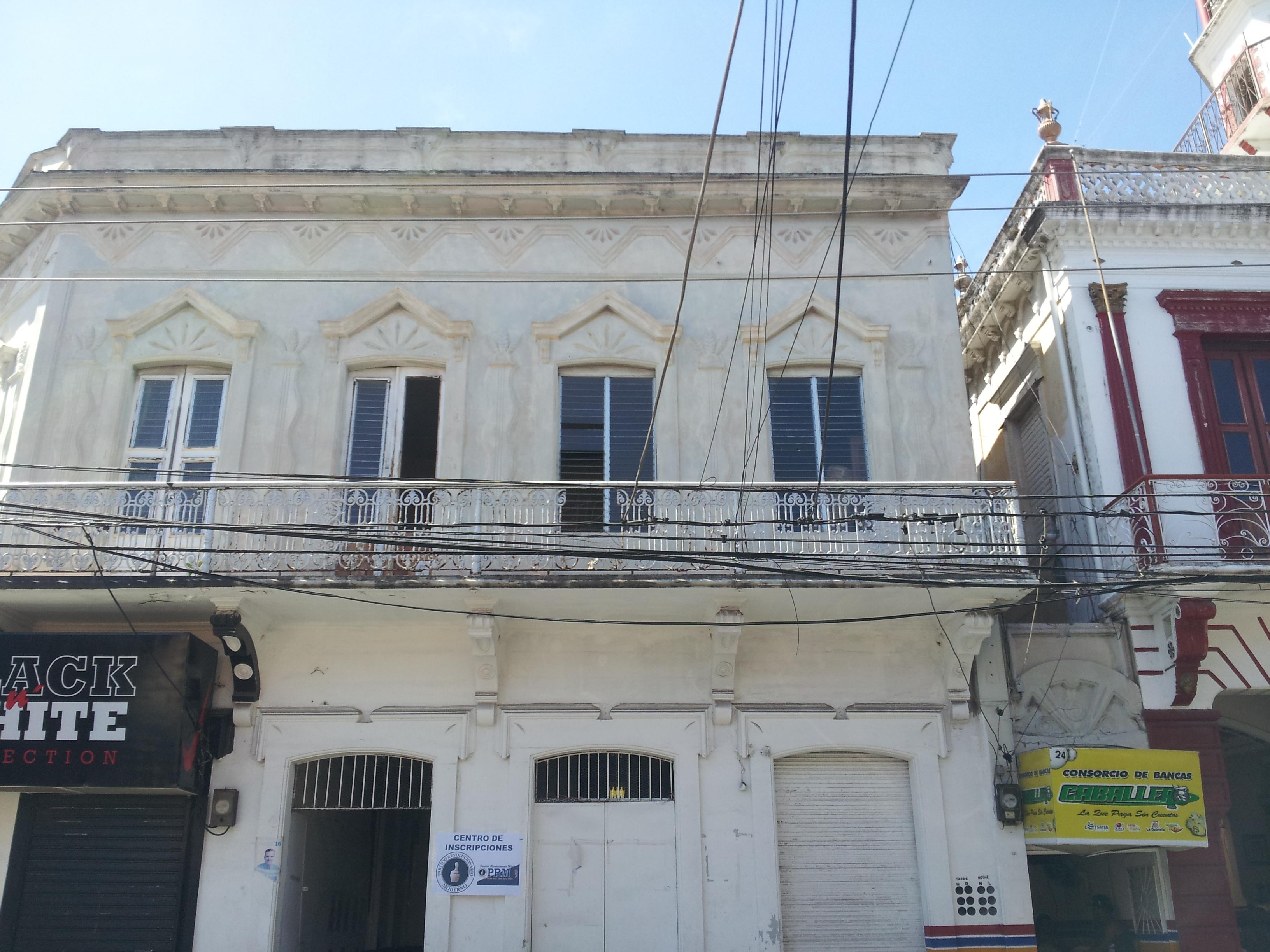
Edificio antiguo en el Centro Histórico

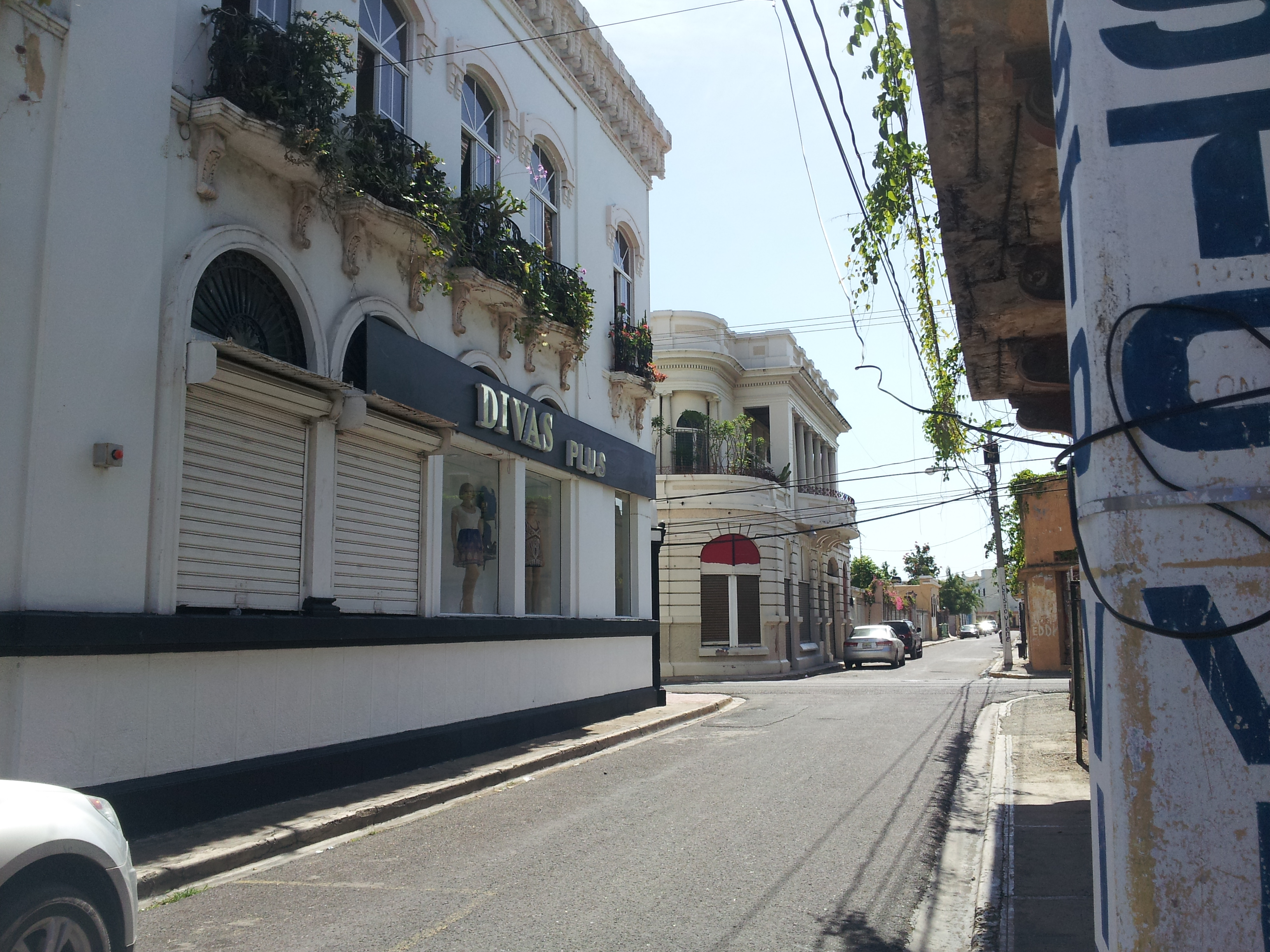
Calle Sánchez, Centro Histórico

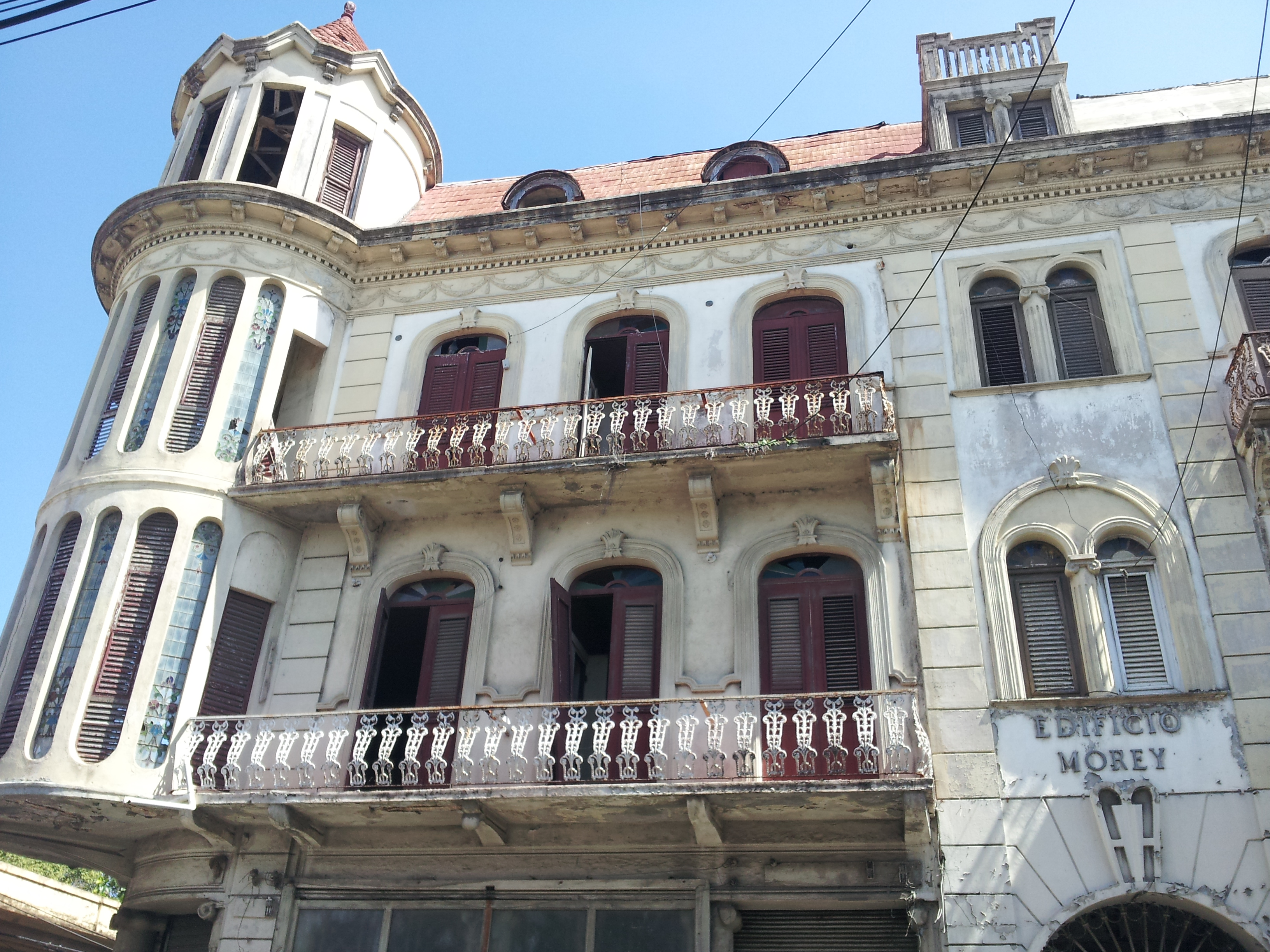
Primer edificio de 3 niveles del país, Edificio Morey

## Principales lugares de esparcimiento

### El Malecón de San Pedro de Macorís
Es el principal lugar de esparcimiento en la ciudad, donde la gente suele ir a compartir, ejercitarse, montar bicicleta, respirar aire puro, de fiesta o simplemente a sentarse y tomar una cerveza mientras escucha el sonido de las olas y la brisa fresca. Cuenta con un parque infantil donde los niños pueden también disfrutar. La parte Oeste del Malecón es para los que le gustan las fiestas y discotecas, y la parte Este es para los que le gusta la tranquilidad.

### Parque Juan Pablo Duarte
En el corazón del centro histórico de la ciudad se encuentra el parque Juan Pablo Duarte, uno de los lugares que concentra a muchas personas por poseer árboles centenarios, entre ellos el cedro y varias palmas, ideal para recrearse y pasar un tiempo con la familia. El parque está rodeado de las Avenidas Independencia, Rafael Deligne, General Cabral y Alejo Martínez.

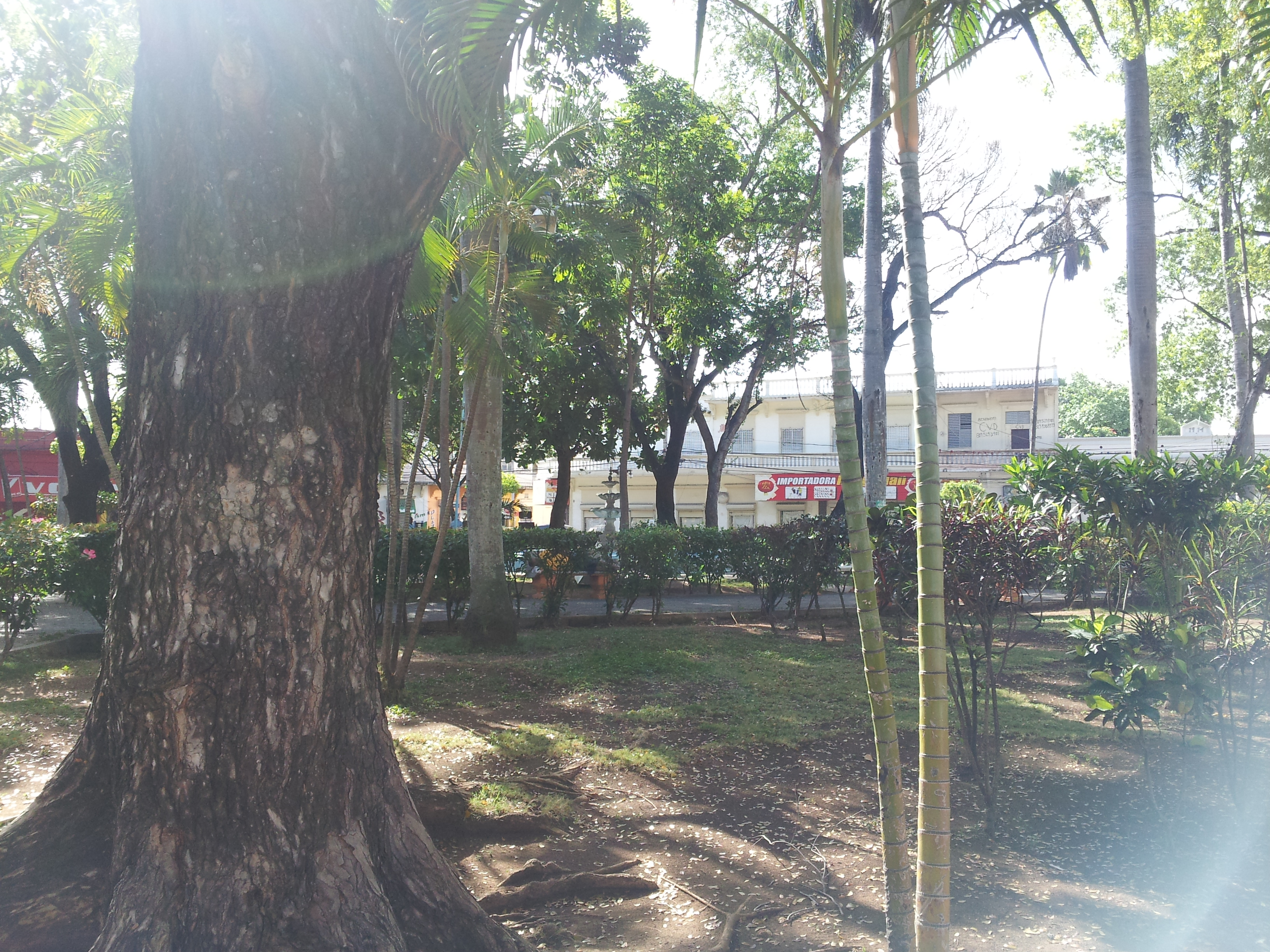
Parque Duarte San Pedro de Macorís

### Parque Padres de la Patria
Frente a la catedral San Pedro Apóstol, es uno de los lugares más tranquilos y más visitados por las familias. En el centro del parque está  el primer monumento a los Padres de la Patria que se erigió en la República Dominicana, inaugurado el 27 de febrero de 1911.

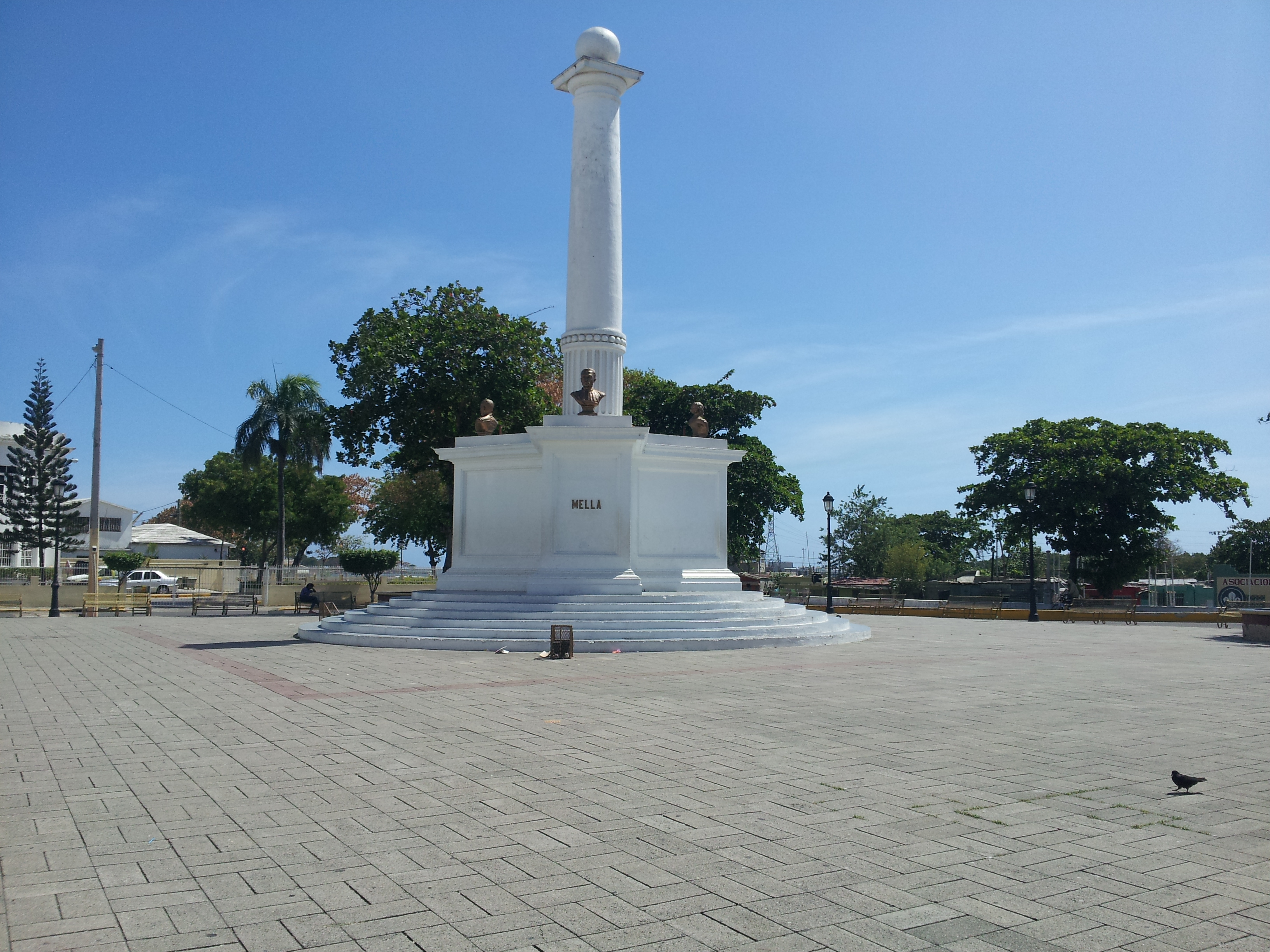
Primer Monumento a los Padres de la Patria del país

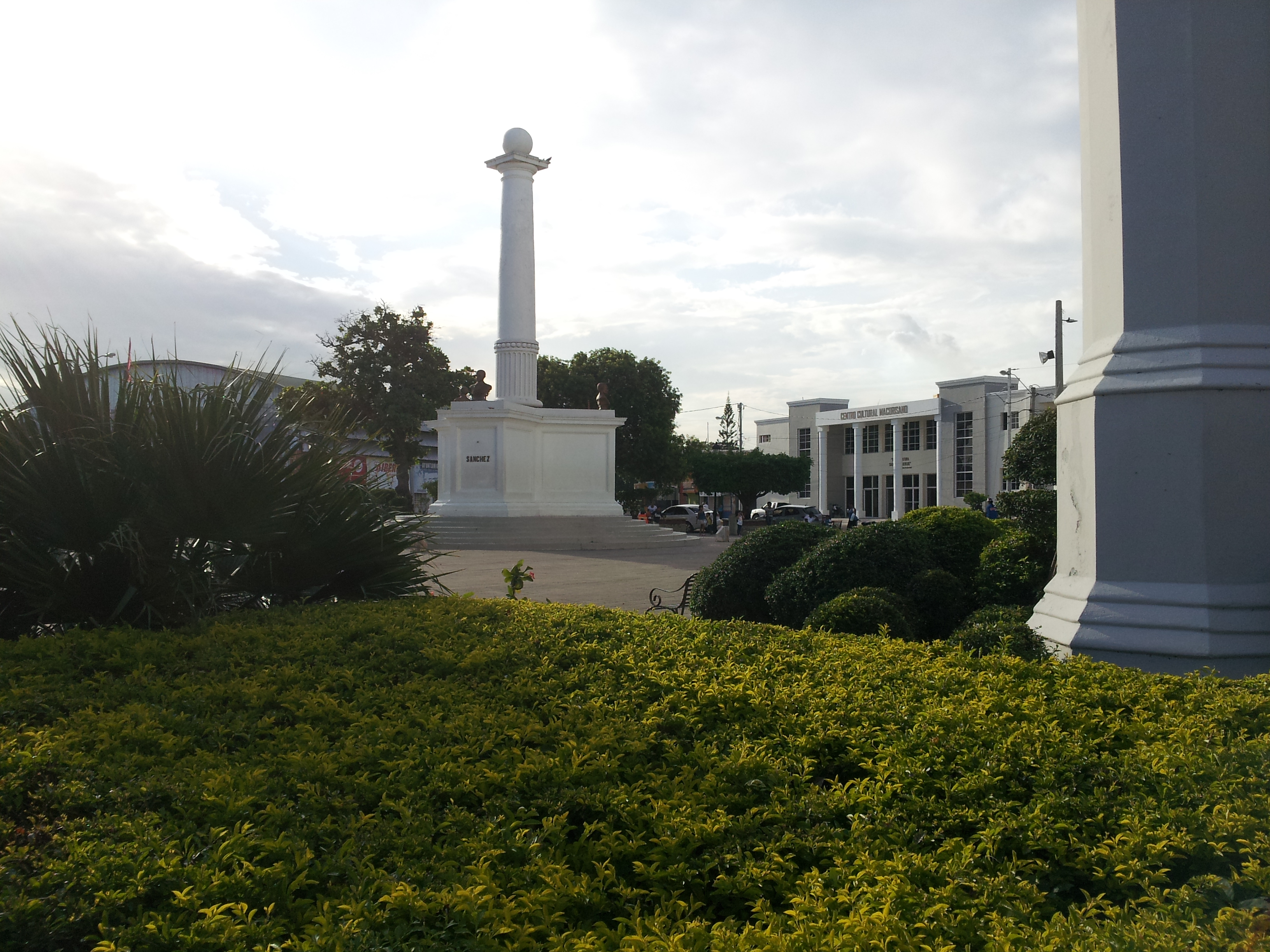
Monumento Patrio

### Parque de Los Enamorados
Como su nombre lo indica es un lugar romántico frente a la desembocadura del río Higuamo y cerca de la catedral, la vista es una de las mejores de la ciudad, rodeado por edificios centenarios de estilo neogótico. En el centro se encuentra el monumento al poeta nacional Pedro Mir.

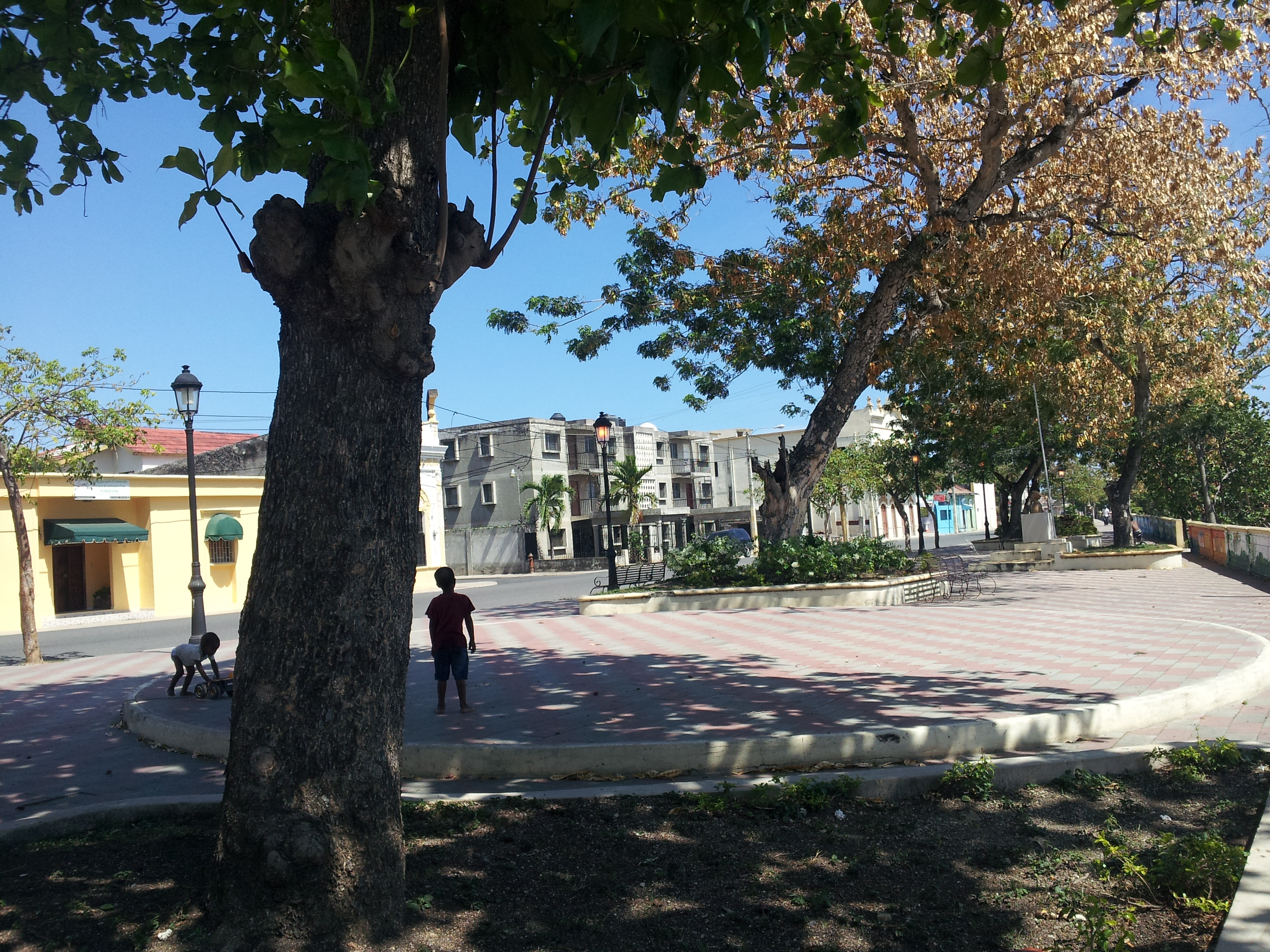
Parque de los Enamorados

Busto del Poeta Nacional Pedro Mir

### La Fuente de Oro
Está ubicada en el centro de una reserva natural protegida en el Ingenio Angelina, en las cercanías del río Higuamo, es un manantial que emana desde un río subterráneo, por lo que siempre sus aguas permanecen cristalinas. Es adecuada para todas las edades debido  que sus aguas son poco profundas, y con la peculiaridad de que en la mañana sus aguas son tibias y en la tarde frías, lo cual las hace siempre agradables. 

### Laguna de Mallén
Es uno de los lugares más impresionantes de San Pedro de Macorís, debido a la quietud que es adornada por el cantar de la gran variedad de aves que la habitan y que algunas de ellas no pueden ser vistas en ningún otro lugar en toda la región Este. Con más de 8 km en recorrido, es el área protegida más amplia de San Pedro de Macorís. En el centro de la laguna hay una pequeña isla llamada "Isla de la Mujer", en la cual habitan en una cabaña hecha en madera los guardabosques. Es un lugar ecoturístico que atrae gran cantidad de familias, amigos y turistas.

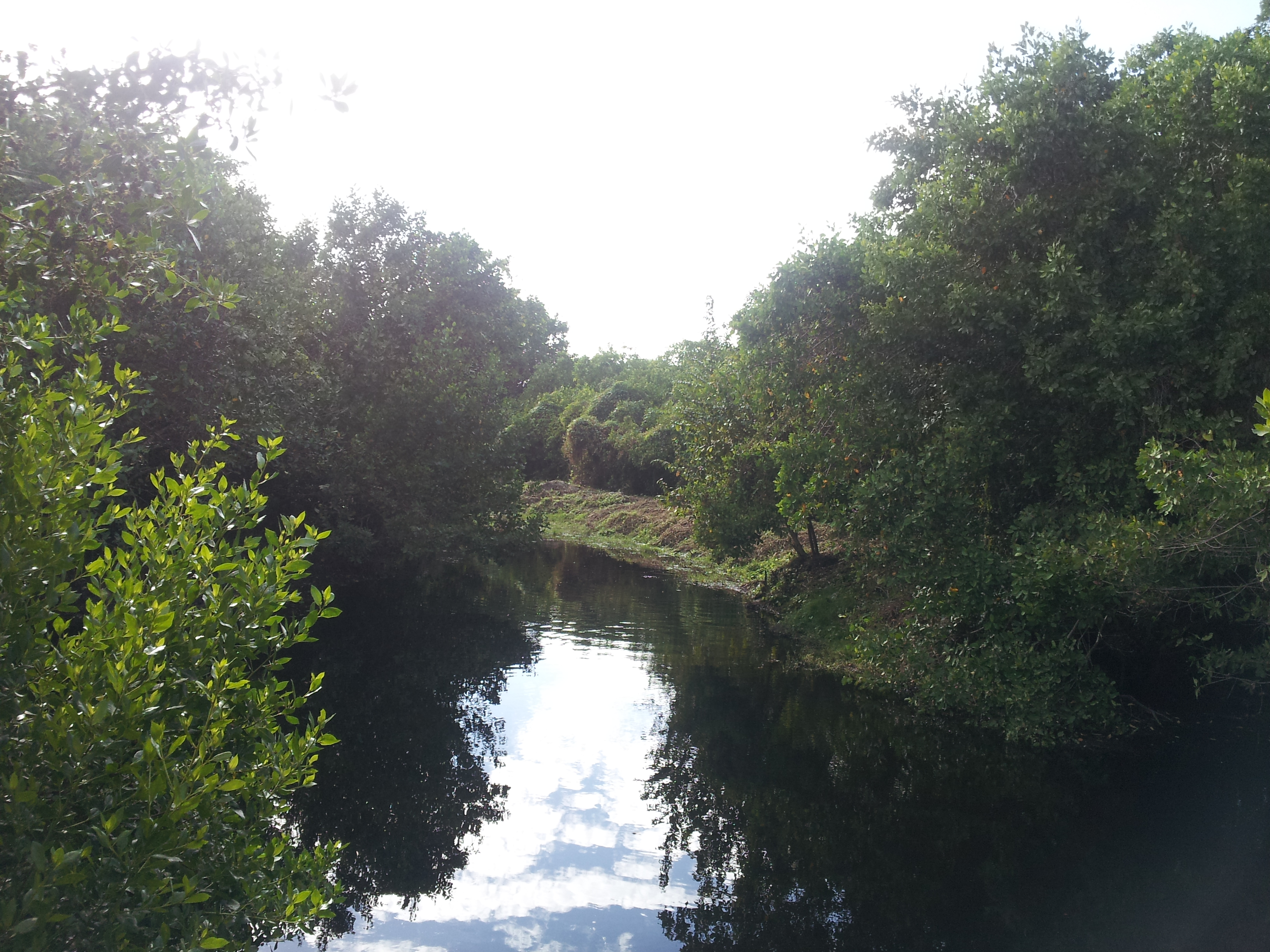
Laguna de Mallén

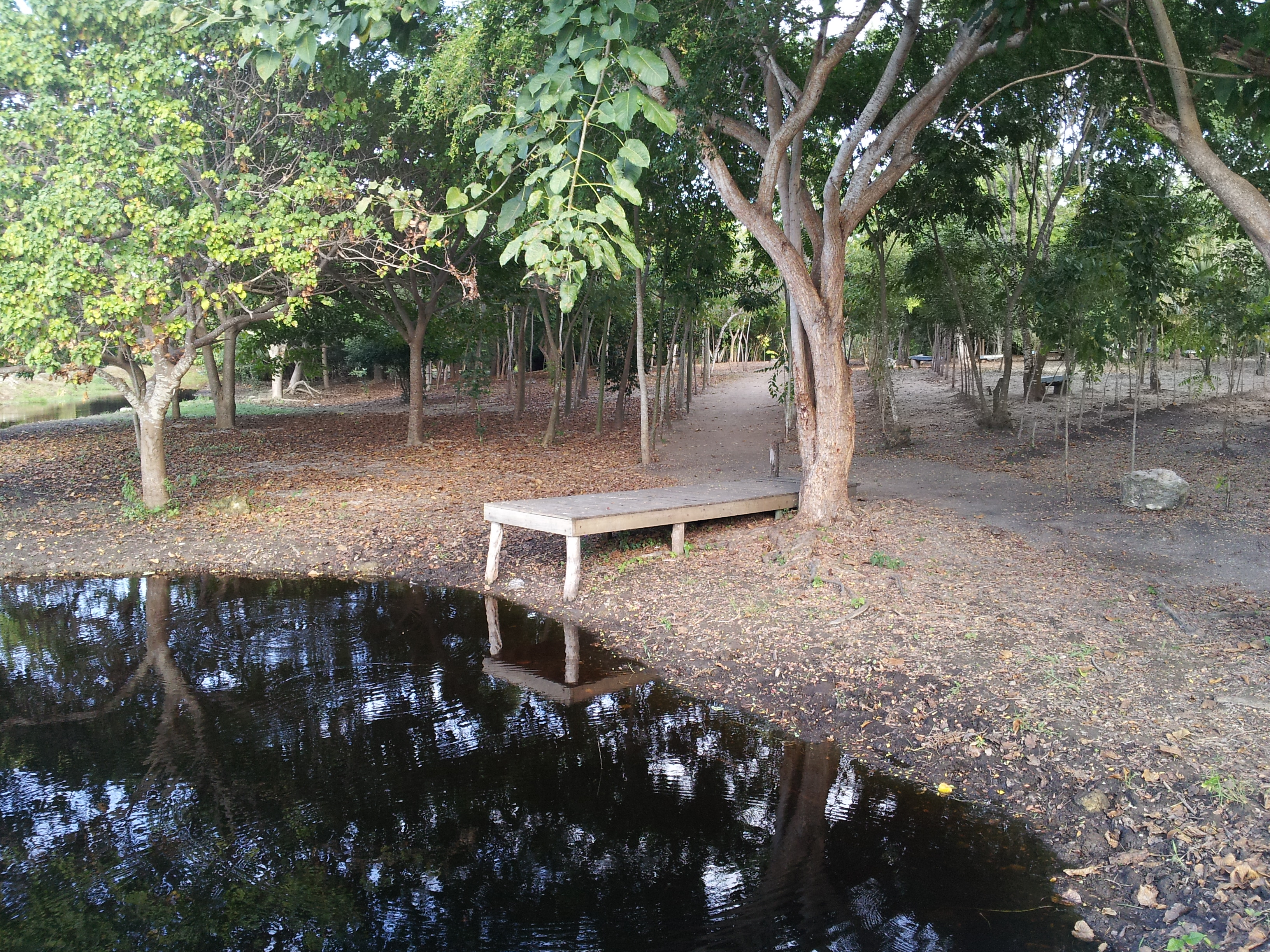
Una reserva natural paradisíaca

### Refugio de Vida Silvestre Río Soco
Este es un lugar muy especial ya que es pura y bella naturaleza, con una pequeña cabaña donde habitan los guardabosques a cargo de la protección y cuidado del área, una piscina, un precioso y floreciente Jardín con mesas de pícnic, grama podada, flores y caobas sembradas muy organizadamente. Este es un lugar para descansar y pasar un día inolvidable.

### Playa Juan Dolio
Es una playa ubicada en el lugar del mismo nombre, en Juan Dolio. Es un lugar excelente para disfrutar de las relajantes olas del Mar Caribe.

### Complejo Deportivo de Villa Olímpica
Es un complejo conformado por varios terrenos y estadios deportivos, la gente va a hacer ejercicio, montar bicicleta, y también constituye un lugar de relajamiento donde la gente suele pasar un grato día, debido a la cantidad de árboles que conforman una atmósfera refrescante.

## Medios de comunicación

### Canales de televisión
- CTV Macorís
- TV43
- Xtremo Visión

### Prensa escrita
- San Pedro AL DIA
- Conexón 23
- El Coloso de Macorís
- El Higuamo
- Macorís del Mar
- Soy Serie 23

### Estaciones de la radio
- Sultana FM
- Radio Dial
- Primera 88.1
- Pura 97.1
- Radio Senda
- Radio Oriente
- Aurora 89.9
- La Reyna 98.7
- La Kalle 96.3
- FM 103.5
- Cielo 104.7
- Radio Unción Fresca
- Estilo de Dios
- Radio Mar
- Aliento 95.5 fm

## Lugares de interés y turismo
- Catedral San Pedro Apóstol.
- Centro Histórico de la Ciudad.
- Malecón de San Pedro de Macorís.
- Café Caribe.
- Restaurante Remo.
- Restaurante Brasas.
- Rompeola Food Park
- Parque Juan Pablo Duarte.
- Parque de los Enamorados.
- Parque de la Biblia.
- Parque Panamericano.
- Parque Mauricio Báez.
- Parque Ecológico Pedro Mir.
- Parque Infantil Malecón.
- Parque Padres de la Patria.
- Estadio Tetelo Vargas.
- Complejo Deportivo de Villa Olímpica.
- Museo de Historia de San Pedro de Macorís.
- Museo Cultural San Pedro.
- Casino Puertorriqueño.
- Biblioteca Cultural de la Juventud.
- Biblioteca Ateneo Macorís.
- Biblioteca UCE.
- Centro Cultural Fermoselle.
- Centro Cultural Macorisano.
- Monumento a la Cultura.
- Monumento al poeta Pedro Mir.
- Monumento al poeta Gastón Fernando Deligne.
- Monumento al héroe nacional Manolo Tavárez Justo.
- Refugio de Vida Silvestre Río Higuamo.
- Refugio de Vida Silvestre Río Soco.
- Laguna El Chupao.
- Reserva Natural Laguna de Mallén.
- La Fuente de Oro.
- Amable Pasteles.
- Primer destacamento de bomberos del país.
- Edificio Morey, primero de 3 niveles del país.
- Primer monumento a los padres de la patria del país.
- Primer puerto del país.
- Primer coliseo de boxeo del país.
- Playa de Muertos.
- Playa Carey.
- Playa San Antón.
- Playa La Candelaria.
- Playa Boca de Soco.

## Transporte
San Pedro posee un sistema de transporte conformado por los carros públicos (conchos) que integran 4 rutas interurbanas y varias rutas hacia los demás pueblos de la región y hacia Santo Domingo. Interurbanamente el sistema de transporte más utilizado son los Motoconchos, la mayoría de los cuales están organizados bajo la Asociación Dominicana de Motoconchos.
Carreteras y Autopistas: La Carretera Mella que conecta la ciudad con el Municipio Consuelo y sus bateyes, y con la provincia de Hato Mayor; la Autopista del Este que conecta con la provincia de la Romana hacia el Este y con la provincia de Santo Domingo al oeste; la carretera que conduce hacia el municipio de Ramón Santana y la Carretera Mella que conduce hacia San José de los Llanos y hacia Boca Chica.
El Puente Higuamo: Conecta la ciudad con el sector de Punta Pescadora y con el municipio de Guayacanes. Fue inaugurado en el año 1973 por el gobierno de Joaquín Balaguer, fue diseñado por T.Y.Lynn International y construido por el Ing. Tage Holsteinson Malagón. Tiene 360 m de longitud.
El Puente Mauricio Báez: Fue inaugurado en el 2007 en el gobierno de Leonel Fernández. Conecta la Autovía del Este con la Avenida Circunvalación de San Pedro de Macorís. Tiene una longitud de 626 metros y el vano central de 390, lo que lo convierte en el puente más largo del Caribe.

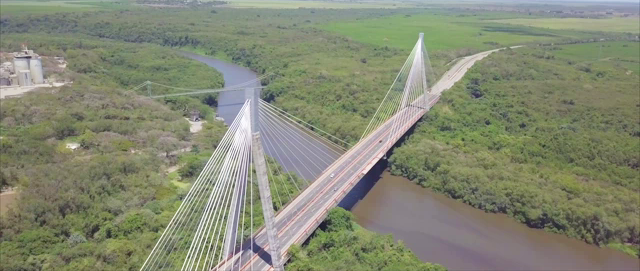
Puente Mauricio Báez, el puente más largo del Caribe.

El Puente Ramfis: Fue inaugurado en 1934 durante la dictadura de Trujillo, fue de vital importancia para la región Este del país, ya que los comunicó con la capital de la República, y a su vez con el resto del país. Conecta la Autovía del Este con la Carretera Mella. Este puente colgante de acero fue el mayor de su clase de las Antillas. Actualmente casi no es utilizado. 
El Puente Guido Gil: Este puente sobre el río Soco fue inaugurado en el 2010. Está levantado en hormigón armado, tiene 294 metros de largo y una rasante de 20 metros por encima de la creciente máxima del río. Comunica la ciudad con el municipio Ramón Santana y la provincia La Romana.

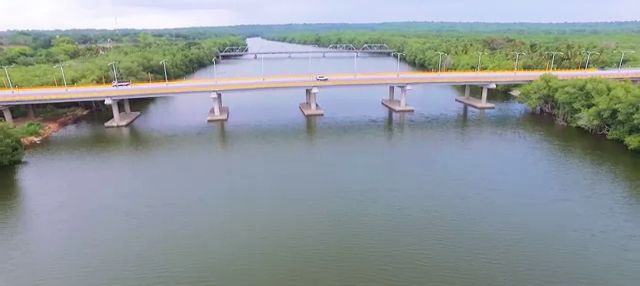
Puente Guido Gil.

El Puente Soco: Fue inaugurado en 1957 por el dictador Trujillo, actualmente está en desuso.
El Aeropuerto Internacional de las Américas, el segundo más importante del país, está a solo 37 minutos de la ciudad, al igual que el Aeropuerto Internacional de La Romana.

## Puerto
El puerto de San Pedro de Macorís está ubicado en la desembocadura del río Higuamo. Es el puerto más antiguo del país, fue construido a final del siglo XIX. Fue por este puerto que entró al país el primer automóvil y el primer teléfono. Actualmente está en abandono y es utilizado principalmente para descargar fertilizantes, azúcar, melazas, cemento, clinker, carbón, trigo, diésel y GLP.

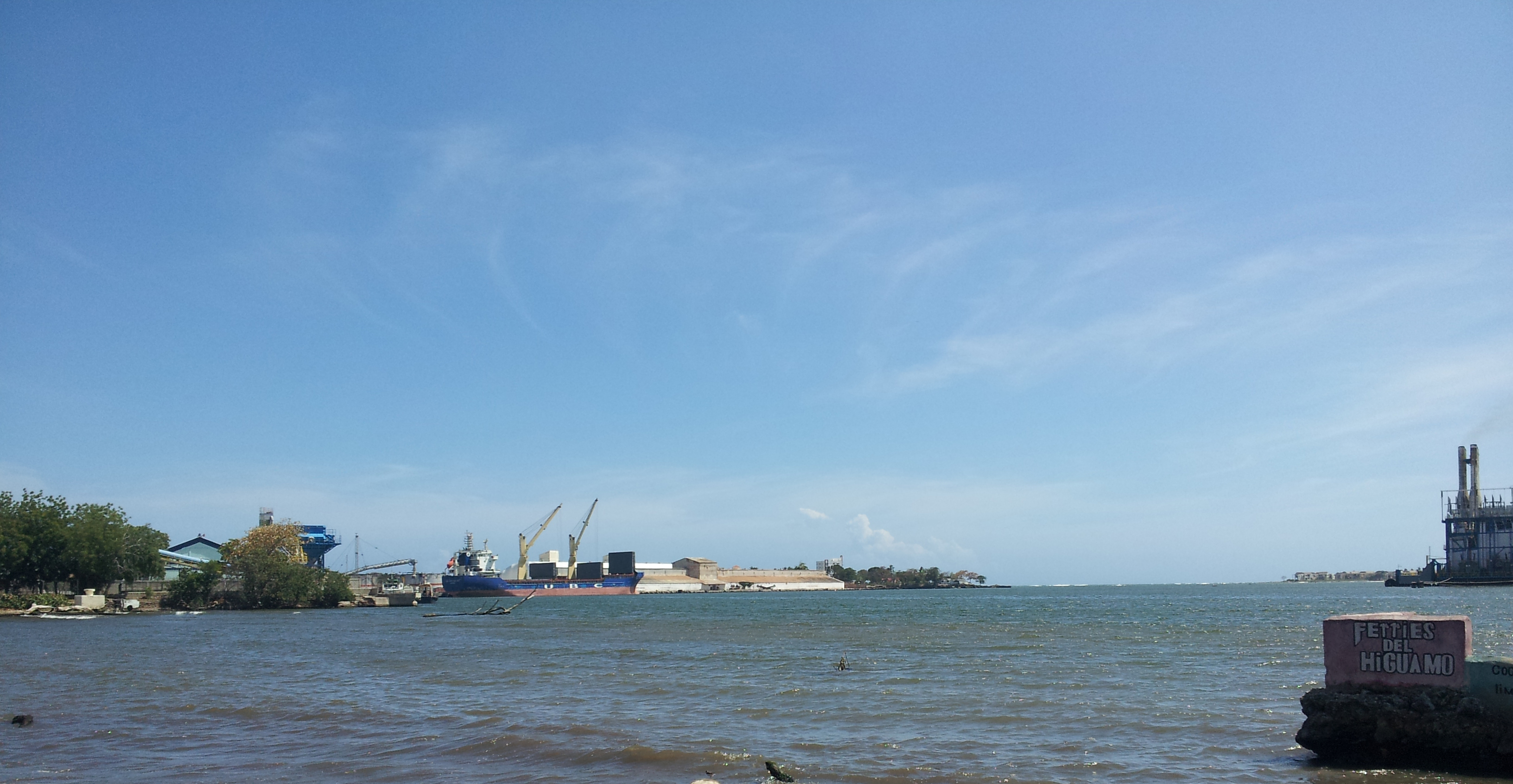
Puerto San Pedro de Macorís